# Estación João Pessoa
La Estación João Pessoa, antigua Estación Parahyba, es una de las estaciones del Sistema de Trenes Urbanos de João Pessoa, situada en João Pessoa, entre la Estación Ilha do Bispo y la Estación Mandacarú.
Fue inaugurada en 1883 y atiende todo el barrio de Varadouro.

## Localización
Se localiza próxima al centro de la ciudad, en el barrio de Varadouro, se encuentra próxima a la Terminal de Integración de Varadouro y de la Estación de la Capital.

## Historia
El decreto n.º 6.243 del 12 de julio de 1876 aprobó los estudios y plantas del proyecto, los trabajos fueron inaugurados el 9 de julio de 1880, habiendo recorrido el primer sus railes el 30 de abril de 1881 en una inauguración simbólica.
La estación de Parahyba fue oficialmente inaugurada en 1883, la estación permaneció con este nombre hasta 1930, cuando entonces la capital del Estado pasó a llamarse João Pessoa.
En 1942, el antiguo edificio fue derrumbado y en su lugar una nueva estación fue construida e inaugurada el 10 de noviembre, con características más modernistas.

## Estructura y estilo
La primera estaba formada por dos edificios, la estación propiamente dicha y el almacén. Se situaban en la Avenida de la Gameleira, actual Plaza Álvaro Machado en el barrio de Varadouro.
En 1895, con el gobierno de Álvaro Machado fue realizado el asentamiento y urbanización de la Avenida, aportando mejores condiciones a los usuarios de la Estación Conde d'Eu, como era conocida en la época. En 1920, se podía ver junto a la plataforma, un corral para albergar el ganado que era embarcado en la estación.

## Tabla
| Estación               | Inauguración | Integración       | Plataformas | Posición | Notas                                      |
| ---------------------- | ------------ | ----------------- | ----------- | -------- | ------------------------------------------ |
| João Pessoa (Parahyba) | 1883         | R$ 0,50 / R$ 2,20 | Central     | Elevada  | Estación con estructura de hormigón armado |